# Allium truncatum
Allium truncatum là một loài thực vật có hoa trong họ Amaryllidaceae. Loài này được (Feinbrun) F.Kollmann & D.Zohary mô tả khoa học đầu tiên năm 1986.